# Kosmos 2483
Kosmos 2483 – rosyjski wojskowy satelita telekomunikacyjny wysłany wraz z bliźniaczymi Kosmos 2482 i Kosmos 2484. Piąty statek typu Strzała 3M.
Start satelity był jednokrotnie przełożony, z 8 grudnia 2012.